# Касано деле Мурдже
Касано деле Мурдже (на италиански: Cassano delle Murge) e град и община в Южна Италия. Населението му е 14 765 жители (декември 2017 г.), а площта 89,42 кв. км. Намира се на 341 м н.в. в часова зона UTC+1. Пощенският му код е 70020, а телефонния 080.